# James Dyson
James Dyson (Cromer, 2 de mayo de 1947) es un inventor británico, ingeniero de diseño industrial y fundador y director ejecutivo de Dyson Ltd. Es conocido principalmente por la invención de la aspiradora sin bolsa Dual Cyclone, que funciona según el principio de la separación ciclónica.